# Fossambault-sur-le-Lac
Fossambault-sur-le-Lac är en stad (kommun av typen ville) och tätort (centre de population) i provinsen Québec i Kanada. Den ligger i regionen Capitale-Nationale, i den sydöstra delen av landet, 400 km nordost om huvudstaden Ottawa.